# Vanderlin Island
Vanderlin Island är en ö i Australien. Den ligger i territoriet Northern Territory, omkring 760 kilometer sydost om territoriets huvudstad Darwin. Arean är 262 kvadratkilometer. Den sträcker sig 29,3 kilometer i nord-sydlig riktning, och 20,1 kilometer i öst-västlig riktning.
Trakten runt Vanderlin Island består i huvudsak av gräsmarker. Trakten runt Vanderlin Island är nära nog obefolkad, med mindre än två invånare per kvadratkilometer. Savannklimat råder i trakten. Genomsnittlig årsnederbörd är 1 720 millimeter. Den regnigaste månaden är januari, med i genomsnitt 554 mm nederbörd, och den torraste är augusti, med 1 mm nederbörd.